# D3BOS
D3BOS（ディースリーボス）は、1991年に発表された、タイトーの体感型ゲーム筐体である。

## 概要
「D3BOS」の名前は「DYNAMIC DIRECT DIMENSION BURST OUT SYSTEM」の頭文字からとられたもの。
この業務用ゲームマシンは、先に発売されたセガのR-360同様、360度・全方向に回転する筐体として発売された。ジョイスティックなどのコントローラがなく、スクリーンに映し出される映像に合わせて筐体が回転し、またシートが2つあることから、ゲームマシンというよりは、デートなどでの利用を目的としたアミューズメントマシンともいえる。
出荷と同時に4種類のソフトがリリースされ、プレイヤーはその中の1つを選択しプレイすることができた。
東京都町田市にあったテーマパーク「タイトー・キャノンボールシティ」や、タイトー直営店を中心に設置されたが、本体価格が1500万円～2000万円前後、標準プレイ料金は1人600円、2人同時で1000円(当時の通常のアーケードゲームは100円～200円)という高額な価格と、時代は格闘ゲームブームということもあり、さほど台数は出なかった。
1993年にはアップグレード版となるSUPER D3BOSが発表された。筐体のカラーリングがグレーから黒へ、本体モニターを32インチプロジェクターへ変更したほか、ウーハーが装備された。
この筐体もR-360同様、安全措置のためにアテンダント（オペレーター）が常駐し、非常時では外部から360度回転の機能を停止させることができたほか、プレイで気分が悪くなった時に、プレイヤー自身が強制終了するための緊急停止スイッチも内部に設けられていた。

## SEGA R360との大きな違い
- 球体の個室の中にシートが配置(R360はシート（コックピット）むき出し）
- 2シート用意され2人同時プレイ可能（R360のシートは1つで1人プレイ）
- コントローラーが無くゲーム（筐体）の操作は出来ない（R360はコントローラーにより操作が可能）
- 4種類のソフトから好きな物を選択可能（R360のシートは選択1つソフトのみ）

## 内蔵されていたソフトウェア
D3BOSとはゲームの名称ではなく筐体の名称であり、D3BOS用に開発されたいくつかのゲームソフトが存在した。
| 作品名        | 内容                                               |
| ------------- | -------------------------------------------------- |
| AERIAL        | スキーをテーマにしたソフト。                       |
| ROLLING BUGGY | 4輪バギーをテーマにしたソフト。                    |
| ULTRA COASTER | ジェットコースターをテーマにしたソフト。           |
| ZERO          | スペースシップ（小型宇宙船）をテーマにしたソフト。 |

## 事故
1992年8月27日には北海道旭川市内のゲームセンターにて、プレイ中の女性客2名のうち1人が回転するカプセルの内部に頭などをぶつけて大けがをする事故が発生しおり、この機材を操作していたアルバイト従業員が業務上過失傷害の疑いで書類送検された。旭川中央署によると、通常は客がシートベルトをしてから遊べないことになっているが、従業員は女性客の身体に触れるのを避け、客に操作を任せていたことが事故の原因だとみている。なお、業界紙「ゲームマシン」は指示通りに対応していれば事故は起きないので、メーカーに責任はないとしており、ゲームセンターの運営元も被害に遭った客に補償をしている。また、旭川中央署も、悪意のない過失なので、刑罰は軽いと推測している。